# 高山大蜗蛞蝓
高山大蜗蛞蝓（学名：Helixarion altitudinis）为拟阿勇蛞蝓科大蜗蛞蝓属的动物，是中国的特有物种。分布于四川、云南、西藏、西南山区等地，生活环境为陆地，常见于高山区、谷地丘陵、林区潮湿多腐殖质的灌木草丛中以及落叶石块下。其生存的海拔范围为2000至4000米。